# Віїшоара (комуна, Муреш)
Віїшоара (рум. Viișoara) — комуна у повіті Муреш в Румунії. До складу комуни входять такі села (дані про населення за 2002 рік):
- Віїшоара (729 осіб) — адміністративний центр комуни
- Орменіш (395 осіб)
- Синтіоана (539 осіб)

Комуна розташована на відстані 237 км на північний захід від Бухареста, 27 км на південь від Тиргу-Муреша, 93 км на південний схід від Клуж-Напоки, 105 км на північний захід від Брашова.

## Населення
За даними перепису населення 2002 року у комуні проживали 1663 особи.
Національний склад населення комуни:
| Національність | Кількість осіб | Відсоток |
| -------------- | -------------- | -------- |
| румуни         | 1151           | 69,2%    |
| цигани         | 424            | 25,5%    |
| угорці         | 47             | 2,8%     |
| німці          | 39             | 2,3%     |
| українці       | 2              | 0,1%     |

Рідною мовою назвали:
| Мова       | Кількість осіб | Відсоток |
| ---------- | -------------- | -------- |
| румунська  | 1483           | 89,2%    |
| циганська  | 115            | 6,9%     |
| угорська   | 33             | 2,0%     |
| німецька   | 30             | 1,8%     |
| українська | 2              | 0,1%     |

Склад населення комуни за віросповіданням:
| Релігія                                       | Кількість осіб | Відсоток |
| --------------------------------------------- | -------------- | -------- |
| православні                                   | 1512           | 90,9%    |
| греко-католики                                | 38             | 2,3%     |
| лютерани (Синодально-пресвітеріанська церква) | 30             | 1,8%     |
| п'ятдесятники                                 | 26             | 1,6%     |
| реформати                                     | 21             | 1,3%     |
| римо-католики                                 | 10             | 0,6%     |
| адвентисти                                    | 10             | 0,6%     |
| бретрени                                      | 8              | 0,5%     |
| баптисти                                      | 7              | 0,4%     |
| лютерани                                      | 1              | 0,1%     |

## Зовнішні посилання
- Дані про комуну Віїшоара на сайті Ghidul Primăriilor